# 消えた初恋
『消えた初恋』（きえたはつこい、英語: My Love Mix-Up!）は、日本の漫画作品。2020年に「ebookjapanマンガ大賞2021」にノミネート。「『このマンガがすごい!2021』オンナ編」9位、「第11回 ananマンガ大賞」準大賞を受賞。2021年度第67回小学館漫画賞少女部門を受賞。2024年6月時点で、電子版を含めた累計発行部数は200万部を突破している。

## 概要
2017年にひねくれ渡がインターネット上で発表した本作品は、ボーイズラブ作品として制作された（→制作背景）。
同年7月に開催された「集英社少女漫画グランプリ powered by LINEマンガインディーズ」で、ひねくれの応募作『どっかそのへん』が特別賞を受賞。2018年の初頭に、別冊マーガレットの担当編集者とネームのやり取りをする中で本作品を送ったところ連載を提案され、同年10月の同人誌発行を経て、『別冊マーガレット』（集英社）2019年7月号より、作画にアルコを迎え連載を開始した。同誌・2022年7月号をもって完結。
また2021年8月号から2021年10月号まで、ショート漫画『消えた初恋 小劇場』を連載した。単行本第1巻の発売時には、ボイスコミックが公開されている。2021年にテレビドラマ化。

## 登場人物
青木想太（あおき そうた）
本作品の主人公。2年7組の男子高生。橋下に片想いをしている。お人好し。　
井田浩介（いだ こうすけ）
2年7組の男子高生。恋愛にとても疎い。橋下の消しゴムのせいで同性の青木が自分に気があると勘違いしてしまう。バレー部の部員。
橋下美緒（はしもと みお）
2年7組の女子高生。おまじないで片想いしている男子の名前を書いた消しゴムを青木にうっかり貸してしまう。恥ずかしがり屋。
相多颯人（あいだ はやと）
2年7組の男子高生。青木の大の友達。あだ名はあっくん。
豊田駿（とよだ しゅん）
青木らと同じ学校の男子高生。井田の幼なじみでバレー部の部員。
竹内ココロ（たけうち ココロ）
青木と井田が合コンで知り合った女子高生。
桃田千尋（ももた ちひろ）
青木の姉。夫とケーキ屋を営んでいる。
桃田広樹（ももた ひろき）
千尋の夫。
岡野（おかの）
青木が通う塾の講師。大学生。
西園寺（さいおんじ）
青木らと同じ学校の女子高生。青木のバイト先のリーダー。

## 制作背景
別冊マーガレットの担当編集者は、男子高校生同士の恋愛を中心に描く本作品の連載を同誌で行わない方が、原稿の魅力をストレートを伝えられるのではないかと考えていた。しかし、編集長の「一生懸命に恋してる話なんだから、『別マ』の読者にも魅力が伝わるよ」との後押しもあり、同誌での連載が決定した。
ひねくれのアマチュア時代には、本作品はボーイズラブ作品であるという認識で執筆されてきたが、連載作品においてはジャンルを明言していない。
当初連載は全5回で完結、単行本も1冊のみの発行を予定していた。

## 書誌情報

### 漫画
- 原作：ひねくれ渡、作画：アルコ 『消えた初恋』 集英社 〈マーガレットコミックス〉、全9巻
  1. 2019年11月22日発売[19][15]、ISBN 978-4-08-844272-3
  2. 2020年3月25日発売[20]、ISBN 978-4-08-844318-8
  3. 2020年7月22日発売[21]、ISBN 978-4-08-844365-2
  4. 2020年11月25日発売[22]、ISBN 978-4-08-844388-1
  5. 2021年3月25日発売[23]、ISBN 978-4-08-844478-9
  6. 2021年8月25日発売[24]、ISBN 978-4-08-844504-5
  7. 2021年10月25日発売[25]、ISBN 978-4-08-844543-4
  8. 2022年3月25日発売[26]、ISBN 978-4-08-844602-8
  9. 2022年7月25日発売[27][28]、ISBN 978-4-08-844688-2

### 小説
- 原作：ひねくれ渡、原作・作画：アルコ、著者：宮田光 『小説 消えた初恋』 〈集英社オレンジ文庫〉、全2巻
  1. 2021年10月20日発売[29]、ISBN 978-4-08-680415-8
  2. 2023年3月16日発売[30]、ISBN 978-4-08-680496-7

## テレビドラマ
2021年10月9日から12月18日までテレビ朝日系「オシドラサタデー」枠（土曜23時30分 - 翌0時0分）で放送された。道枝駿佑（なにわ男子）と目黒蓮（Snow Man）のダブル主演。
「オシドラサタデー」の放送時間は、前作『ザ・ハイスクール ヒーローズ』では23時00分 - 翌0時00分の1時間放送となったが、本作品で再び23時30分 - 翌0時00分の30分放送に戻されている。

### キャスト

#### 主要人物
青木想太（あおき そうた）
演 - 道枝駿佑（なにわ男子）
東ヶ岡高校2年3組の男子高生。橋下さんに片想いをしている。
井田浩介（いだ こうすけ）
演 - 目黒蓮（Snow Man）
2年3組の男子高生。青木が自分に気があると勘違いしてしまう。
橋下美緒（はしもと みお）
演 - 福本莉子
2年3組の女子高生。消しゴムのせいで誤解されていたが実は颯人が好き。
相多颯人（あいだ はやと）
演 - 鈴木仁
2年3組の男子高生。青木の親友。あだ名は「あっくん」。

#### 東ヶ岡高校
谷口正博（たにぐち まさひろ）
演 - 田辺誠一
東ヶ岡高校2年3組の担任。
豊田駿（とよだ しゅん）
演 - 望月歩
井田の幼なじみ。バレー部員。
仲林大翔（なかばやし ひろと）
演 - 西垣匠
2年3組の学級委員長。
野々村美月
演 - 倉島颯良
2年3組の副委員長。
大路弘夢
演 - 前原瑞樹
2年3組のクラスメイト。文化祭前日まで王子様役。
市井蓮
演 - 渡邉甚平
バレー部の部員。
武地正志
演 - 長谷部光祐
バレー部の部員。
鈴木一之進
演 - 石田泰誠
バレー部の部長。メガネをかけている。
姫宮るみ
演 - 平田玲奈
2年3組のクラスメイト。文化祭前日までシンデレラ役。
仲川杏奈
演 - 臼井萌音
2年3組のクラスメイト。文化祭の大道具係。
田所りさ
演 - 大野佑紀奈
2年3組のクラスメイト。文化祭前日まで大道具係。
朝倉ひかり
演 - 花坂椎南
2年3組のクラスメイト。文化祭前日まで大道具係。
斎藤三四郎
演 - 佐藤三十郎
2年3組のクラスメイト。
津川巧也
演 - 中津川巧
2年3組のクラスメイト。
斎藤三四郎
演 - 佐藤三十郎
2年3組のクラスメイト。
吉田慶介
演 - 吉川慶
2年3組のクラスメイト。
小熊花
演 - 大熊花名実
2年3組のクラスメイト。文化祭までの衣装係。
加納杏
演 - 加藤杏菜
2年3組のクラスメイト。
笠竹桃
演 - 佐竹桃華
2年3組のクラスメイト。お団子ヘアがトレードマーク。
瀬戸美乃里
演 - 瀬口美乃
2年3組のクラスメイト。文化祭までのシンデレラの姉役。
平本夢亜
演 - 平本亜夢
2年3組のクラスメイト。
吉間志真
演 - 吉野志乃
2年3組のクラスメイト。
その他のクラスメイト（役名不明）
浅木孝太、掛裕登、北園紫音、翔媛、藤原麗、村井良輔、朝日奈エマ、田中舞美

#### ゲスト
第2・6話
- 青木の母（声） - 三石琴乃

第3話
- 井田の母 - 松下由樹

第5話
- 阿久津 - 丸山智己

第6話
- 松内ココミ - 大原優乃

第8話
- 岡野 - 白洲迅

### スタッフ
- 原作 - 原作：ひねくれ渡、作画：アルコ『消えた初恋』（集英社「マーガレットコミックス」刊）[16]
- 脚本 - 黒岩勉
- 監督 - 草野翔吾、宝来忠昭
- 音楽 - 富貴晴美
- 主題歌 
  - Snow Man「Secret Touch」（avex trax）[41]
  - なにわ男子「初心LOVE」（ジェイ・ストーム）[41]
- LGBTQ監修 - 柳沢正和
- 技術協力 - アップサイド
- ポスプロ - アクティブシネクラブ
- ゼネラルプロデューサー - 三輪祐見子（テレビ朝日）
- プロデューサー - 神田エミイ亜希子（テレビ朝日）、尾花典子（ジェイ・ストーム）、伊藤学（角川大映スタジオ）
- 制作協力 - 角川大映スタジオ
- 製作著作 - テレビ朝日、ジェイ・ストーム

### 放送日程
| 話数   | 放送日   | ラテ欄                     | 監督     |
| ------ | -------- | -------------------------- | -------- |
| 第1話  | 10月09日 | 勘違いで始まるラブコメ!!   | 草野翔吾 |
| 第2話  | 10月16日 | 文化祭シンデレラで急接近!? | 草野翔吾 |
| 第3話  | 10月23日 | 好きな人の家で勉強!?急接近 | 宝来忠昭 |
| 第4話  | 10月31日 | 好きって何?運命の席替え    | 宝来忠昭 |
| 第5話  | 11月06日 | 恋が叶うマジック!?告白の夜 | 草野翔吾 |
| 第6話  | 11月13日 | ライバル登場!?加速する恋!! | 草野翔吾 |
| 第7話  | 11月20日 | 付き合うって何?昼飯デート  | 宝来忠昭 |
| 第8話  | 11月27日 | 手が触れる瞬間!?恋の勇気!! | 宝来忠昭 |
| 第9話  | 12月11日 | 最終章!!手つなぎ初デート!? | 草野翔吾 |
| 最終話 | 12月18日 | 点火祭伝説の涙!!走る想い   | 草野翔吾 |

- 第4話は『フィギュアスケートグランプリシリーズカナダ大会 男女ショート』の放送による特別編成のため、放送時間変更（31日0:00 - 0:30）。
- 12月5日（4日深夜）は『今からでも間に合う「消えた初恋」キュンを総まとめだよ 特別編!』を0:00 - 0:30に放送。
- 2022年1月1日深夜1:55 - 5:50に、本編再放送（一部カット）にインタビューや未公開映像などを加えた『消えた初恋 朝まで一緒にキュンしよう 新春キュンSP』が放送。

### 受賞歴
- 第110回ザテレビジョンドラマアカデミー賞[43]
  - 助演女優賞－福本莉子
  - ドラマソング賞－「初心LOVE」/なにわ男子
- 第31回TV LIFE年間ドラマ大賞[44]
  - 作品賞
  - 主演男優賞－道枝駿佑・目黒蓮
  - 助演女優賞－福本莉子
  - 主題歌賞－「Secret Touch」/Snow Man・「初心LOVE」/なにわ男子
- 2021年11月度マイベストTV賞月間ノミネート

### 関連商品
- 「消えた初恋」Blu-ray＆DVDが発売開始。特典映像は未公開映像を加えて合計120分以上収録された[45]。

## テレビドラマ（タイ版）
『My Love Mix-Up! 消えた初恋』（タイ語題：My Love Mix-Up! เขียนรักด้วยยางลบ）はタイのGMMTVで2024年6月7日から8月23日まで全12話で放送されたテレビドラマ。
2023年10月18日ドラマ化の発表があった。日本ではタイ本国の放送開始と同時にTELASAで最速配信していた。

### キャスト（テレビドラマ）
- アトム：ナッタワット・ジローティクン (フォース)
- ゴンタップ：ノラウィット・ティティチャロエンラック (ジェミナイ)
- ハーフ：プッティポン・ジッタブット (チョークン)
- マッミー：パティッター・ポーンチャムルーンラット (パーン)
- カンパン：オーチリス・スワンナチープ (アンパオ)

### 主題歌
- 「ลบยัง (Re-Move On)」 -　GEMINI, FOURTH[47]
- 「ว้าวุ่นเลย (Whenever I see you)」 -　FOURTH[48]
- 「ใครคนนั้น (Among many people)」 -　FOURTH[49]
- 「ไม่รู้ว่ามันเรียกว่ารักหรือเปล่า? (You’ve been on my mind)」 -　GEMINI[50]
- 「ไม่เป็นฉัน (What I’m looking for)」 -　GEMINI[51]
- 「ดั่งวาดฝันเสมอมา (It’s you)」 -　GEMINI, FOURTH[52]